# 長万部町

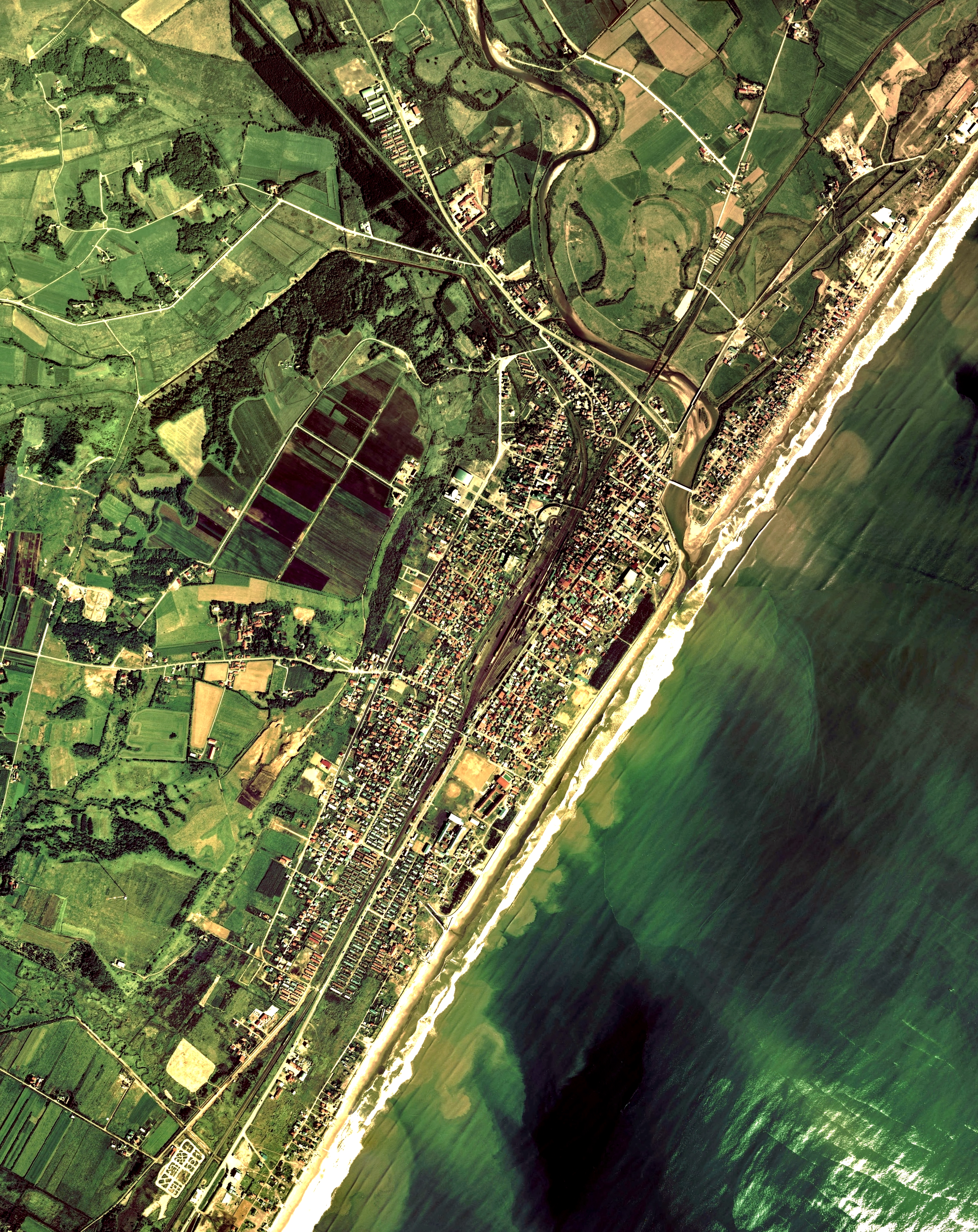
長万部町中心部周辺の空中写真。1976年撮影の6枚を合成作成。
。

長万部町（おしゃまんべちょう）は、北海道渡島総合振興局北部にある町。南北に伸びた町域を擁し、交通の要衝として昭和時代から栄えてきた町である。

## 地勢
丘陵が起伏し、長万部岳(972.4m)など大部分が山地によって占められ、内浦湾（噴火湾）沿いに平地が帯状に分布し、長万部川、紋別川、国縫川沿いに平坦で肥沃な農耕地を有する。
海岸のほとんどは砂浜で、海は遠浅。

## 気候
ケッペンの気候区分によると、長万部町は亜寒帯湿潤気候または湿潤大陸性気候に属する。降雪量が多く、周辺の自治体と同様に特別豪雪地帯に指定されている。
| 長万部（1991年 - 2020年）の気候    | 長万部（1991年 - 2020年）の気候 | 長万部（1991年 - 2020年）の気候 | 長万部（1991年 - 2020年）の気候 | 長万部（1991年 - 2020年）の気候 | 長万部（1991年 - 2020年）の気候 | 長万部（1991年 - 2020年）の気候 | 長万部（1991年 - 2020年）の気候 | 長万部（1991年 - 2020年）の気候 | 長万部（1991年 - 2020年）の気候 | 長万部（1991年 - 2020年）の気候 | 長万部（1991年 - 2020年）の気候 | 長万部（1991年 - 2020年）の気候 | 長万部（1991年 - 2020年）の気候 |
| 月                                 | 1月                             | 2月                             | 3月                             | 4月                             | 5月                             | 6月                             | 7月                             | 8月                             | 9月                             | 10月                            | 11月                            | 12月                            | 年                              |
| ---------------------------------- | ------------------------------- | ------------------------------- | ------------------------------- | ------------------------------- | ------------------------------- | ------------------------------- | ------------------------------- | ------------------------------- | ------------------------------- | ------------------------------- | ------------------------------- | ------------------------------- | ------------------------------- |
| 最高気温記録 °C （°F）             | 9.7 (49.5)                      | 10.7 (51.3)                     | 16.0 (60.8)                     | 23.8 (74.8)                     | 29.3 (84.7)                     | 29.9 (85.8)                     | 32.6 (90.7)                     | 32.0 (89.6)                     | 30.8 (87.4)                     | 25.4 (77.7)                     | 21.7 (71.1)                     | 13.3 (55.9)                     | 32.6 (90.7)                     |
| 平均最高気温 °C （°F）             | −0.2 (31.6)                     | 0.4 (32.7)                      | 4.0 (39.2)                      | 9.9 (49.8)                      | 14.9 (58.8)                     | 18.3 (64.9)                     | 22.1 (71.8)                     | 24.2 (75.6)                     | 22.0 (71.6)                     | 16.1 (61)                       | 8.7 (47.7)                      | 2.0 (35.6)                      | 11.9 (53.4)                     |
| 日平均気温 °C （°F）               | −4.1 (24.6)                     | −3.6 (25.5)                     | 0.0 (32)                        | 5.2 (41.4)                      | 10.2 (50.4)                     | 14.5 (58.1)                     | 18.7 (65.7)                     | 20.6 (69.1)                     | 17.2 (63)                       | 10.7 (51.3)                     | 4.1 (39.4)                      | −1.9 (28.6)                     | 7.7 (45.9)                      |
| 平均最低気温 °C （°F）             | −8.7 (16.3)                     | −8.6 (16.5)                     | −4.6 (23.7)                     | 0.3 (32.5)                      | 5.6 (42.1)                      | 11.1 (52)                       | 15.9 (60.6)                     | 17.4 (63.3)                     | 12.6 (54.7)                     | 5.4 (41.7)                      | −0.5 (31.1)                     | −6.1 (21)                       | 3.3 (37.9)                      |
| 最低気温記録 °C （°F）             | −20.5 (−4.9)                    | −20.4 (−4.7)                    | −16.6 (2.1)                     | −9.7 (14.5)                     | −2.1 (28.2)                     | 2.7 (36.9)                      | 5.2 (41.4)                      | 7.4 (45.3)                      | 2.2 (36)                        | −3.0 (26.6)                     | −10.4 (13.3)                    | −18.9 (−2)                      | −20.5 (−4.9)                    |
| 降水量 mm （inch）                 | 73.2 (2.882)                    | 73.3 (2.886)                    | 64.3 (2.531)                    | 82.2 (3.236)                    | 104.7 (4.122)                   | 98.4 (3.874)                    | 148.1 (5.831)                   | 176.2 (6.937)                   | 164.5 (6.476)                   | 114.6 (4.512)                   | 108.0 (4.252)                   | 88.8 (3.496)                    | 1,296.1 (51.028)                |
| 降雪量 cm （inch）                 | 174 (68.5)                      | 164 (64.6)                      | 104 (40.9)                      | 9 (3.5)                         | 0 (0)                           | 0 (0)                           | 0 (0)                           | 0 (0)                           | 0 (0)                           | 0 (0)                           | 24 (9.4)                        | 128 (50.4)                      | 600 (236.2)                     |
| 平均降水日数 （≥1.0 mm）           | 16.9                            | 16.0                            | 13.6                            | 11.0                            | 10.2                            | 9.5                             | 11.1                            | 11.3                            | 11.6                            | 13.2                            | 15.3                            | 16.5                            | 156.2                           |
| 平均月間日照時間                   | 98.0                            | 95.7                            | 141.6                           | 174.3                           | 179.8                           | 135.2                           | 113.5                           | 131.9                           | 156.8                           | 151.2                           | 106.0                           | 94.5                            | 1,578.5                         |
| 出典1：Japan Meteorological Agency |                                 |                                 |                                 |                                 |                                 |                                 |                                 |                                 |                                 |                                 |                                 |                                 |                                 |
| 出典2：気象庁                      |                                 |                                 |                                 |                                 |                                 |                                 |                                 |                                 |                                 |                                 |                                 |                                 |                                 |

## 歴史

### 町名の由来
アイヌ語に由来するが諸説あり、特定しがたいとされる。
| アイヌ語                     | アイヌ語     | 意味                     | 由来 |
| カタカナ表記（アコㇿイタㇰ） | ラテン翻字   | 意味                     | 由来 |
| ---------------------------- | ------------ | ------------------------ | --- |
| ウパㇱサマㇺペ               | upas-samampe | 雪・カレイ類の魚         | 神が海で大ヒラメを釣り、神として山上に祭らせ、春雪解けの時に、山にヒラメの形の雪が残るときが漁期だと教えられた、という伝説がある。 |
| オサマㇺペッ                 | o-samam-pet  | 川尻・横になっている・川 | 現在の長万部川を指したもの。川尻が海岸線と並行しているため。                                                                       |
| オサマㇺペ                   | o-samampe    | 川尻・カレイ類の魚       | カレイのたくさん捕れる河口、の意。町ではこの説を採る。                                                                             |

### 年表

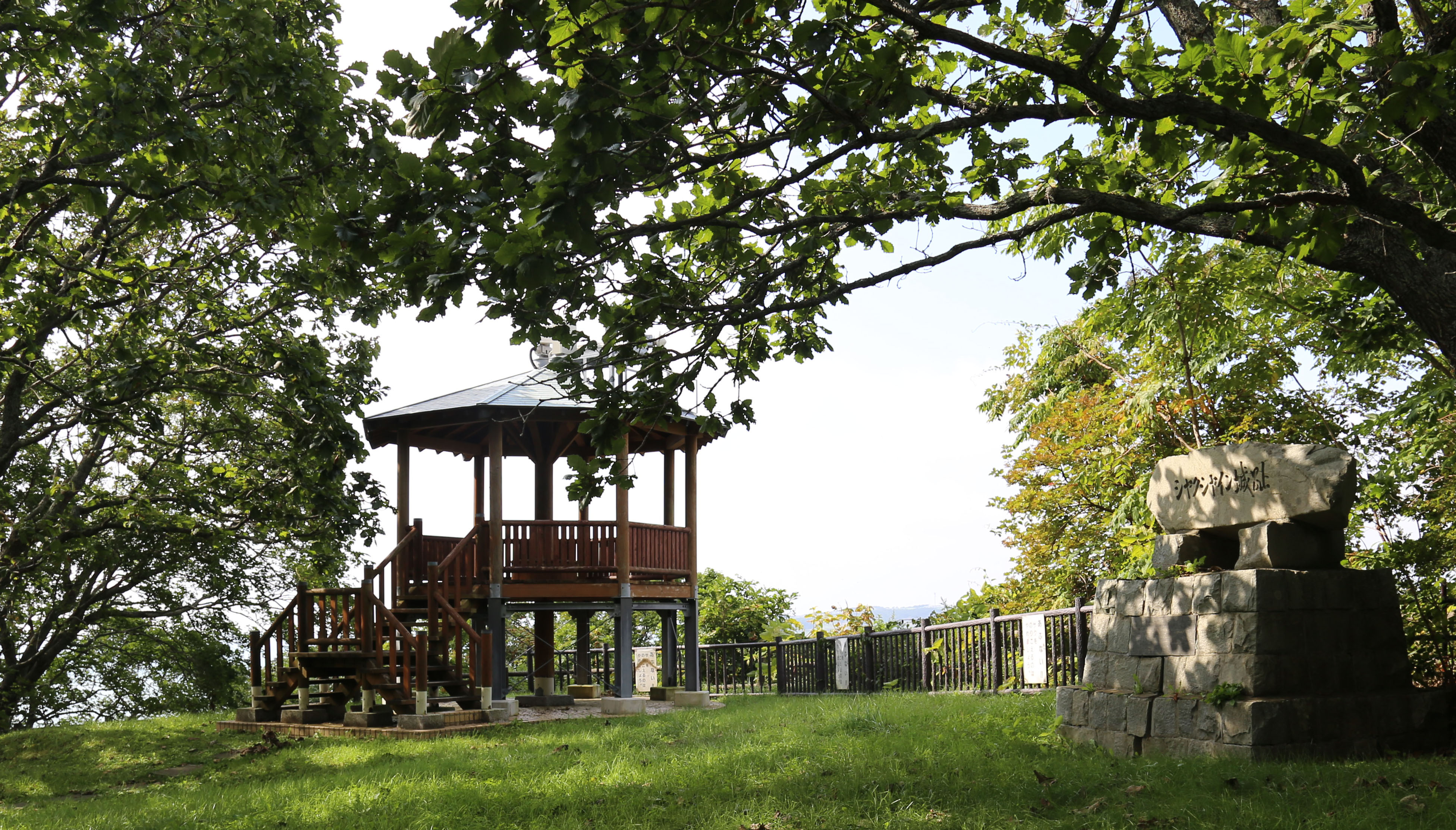
シャクシャイン城址

渡島半島の地峡部に位置する長万部は日本海側と太平洋側を往来する交通の要衝として重視されている。
町制施行まで
- 1604年 - 松前藩の支配を受ける[1]。
- 1669年 - シャクシャインの戦い。国縫においてシャクシャイン軍が、鉄砲を主力とする松前藩に敗れる。
- 1773年 - 番屋が建てられ飯生神社も創建された。
- 1799年 - 幕命により松前藩が長万部-虻田間の道路（国道37号の前身）を開削。同年、長万部は天領となる。
- 1803年 - 津軽藩によって長万部-虻田間の道路が改修される。
- 1821年 - 松前藩領に復する。
- 1854年 - 再び天領となり、1855年南部藩が陣屋（分屯所）を築き内浦湾の警備をさせる[1]。
- 1859年 - 箱館奉行が御手作場を設け、先住民ら105戸を移住させるが数年で離散し失敗に終わる[1]。
- 1856年 - 長万部から後志の歌棄(うたすつ)や寿都(すっつ)に至る黒松内越が開削された。
- 1864年 - 和人地となり、村並に列したことにより長万部村と称される[1]。
- 1866年 - 善導寺（有珠善光寺の末寺）が開山される。

明治
- 1869年
  - 9月20日、北海道11国86郡が制定され胆振国山越郡長万部村となる。管轄は開拓使。
  - 10月18日、長万部村および山越郡全域が兵部省の管轄となる。
- 1870年 - 山越郡全域が斗南藩の領地となる。
- 1871年 - 廃藩置県により再び山越郡全域が開拓使の管轄となる。
- 1873年 - 函館支庁長万部出張所が置かれ、翌年名主（竹内弥兵衛）を改め副戸長に命じられる[1]。（これが長万部町の開基である）
- 1874年 - 長万部五等郵便局設置。函館･長万部･室蘭･札幌を結ぶ電信線架設工事が完成。
- 1878年 - 公立小学校が設置、長万部学校と呼ばれる。
- 1879年 - 郡区町村編制法の北海道施行により、行政区画としての山越郡が発足。第六公立病院が設置。
- 1880年 - 山越郡全域が茅部山越郡役所の管轄となる。長万部に電信局が設置。
- 1882年 - 山越郡全域が廃使置県により函館県の管轄となる。
- 1883年 - 開進社が事業不振のため解散し、開拓農家は離散。長万部学校を公立長万部小学校と改称。
- 1884年 - 森警察署の分署が長万部、八雲に設置。
- 1885年 - 長万部大火が発生し、市街地の半分以上が焼失。長万部沖でアイヌ民族による記録上最後のクジラ漁が行われた。
- 1886年 - 1月26日、廃県置庁により北海道庁函館支庁の管轄となる。
- 1888年 - 山越郡全域が亀田郡外三郡役所（亀田上磯茅部山越郡役所）の管轄となる。
- 1891年 - 長万部村への移住募集広告を各県に送付。長久橋完成により長万部川の渡船を廃止。
- 1892年 - 国縫郵便局を開設。
- 1894年 - 長万部に電信局を設置。国縫巡査駐在所を設置。国縫〜瀬棚間の郵便開始。
- 1895年 ‐ 7月31日に火事があり、長万部市街の半分以上が焼失。長万部小学校二股分校を開設。
- 1897年
  - 亀田郡外三郡役所が廃止され、山越郡全域が亀田支庁の管轄となる。
  - 庁令により長万部村国縫に七飯警察署の分署が置かれる。
  - 長万部小学校が新規落成。
  - 森林監守駐在所を川向(現在の旭浜)に設置。
- 1897年 - 当時の東京恵比須ビール会社が製樽所を新築、事業開始。
- 1898年 - 戸長役場が新築。
- 1899年 - 亀田支庁が移転・改称し、山越郡全域は函館支庁の管轄となる。
- 1900年 ‐ 二股尋常小学校(後の村立双葉小学校)が開校。長万部村農会設立。
- 1901年 - 萱野教育所を開所。茅部･山越両郡農会を合併。
- 1902年 ‐ 当時、弁辺村静狩に静狩簡易教育所(後の村立静狩小学校)が開設。
- 1903年
  - 北海道鉄道・森駅 - 熱郛駅間（現在は函館本線）の開通により国縫駅、長万部駅、二股駅が開業。翌年に中ノ沢駅、蕨岱駅も開設される。
  - 二股尋常小学校知岱特別教授所(後の村立蕨岱小学校)が開校。
- 1905年 - 八雲、長万部、落部、森の各村を区域とした八雲片栗粉同業組合を設立。
- 1906年
  - 二級村制施行、山越郡長万部村となる。
  - 静狩金山が金鉱業整備令により休山した。[4][出典無効]
- 1909年 ‐ 9月9日の内閣告示第九号により、胆振種馬所を豊津に開設。

大正
- 1912年 - 長万部小学校に高等科併置。長万部駅消失。
- 1914年 ‐ 長万部小学校幌内特別教授所(後の村立共立小学校)開設。
- 1917年 ‐ 萱野小学校(後の村立茶屋川小学校)が開校。静狩金山に鉱区権認可。
- 1918年 - 境界変更により弁辺村字静狩を編入[1]。
- 1919年 - 畜産市場を開設。
- 1922年 - 静狩湿原が国の天然記念物保有地に指定。長万部商業組合を発足。二股巡査駐在所を新設。
- 1923年
  - 北海道一級村制施行。（山越郡長万部村）
  - 国有鉄道長輪線・長万部駅 - 静狩駅間（現在の室蘭本線）が開通、旭浜駅と静狩駅が開業。長万部駅が分岐駅となる。
- 1924年 ‐ 長万部小学校にて衛生展覧会を開催。4065人の観覧者があった。
- 1926年 - 村立萱野小学校が移転改築。長万部･国縫･静狩･二股小学校に青年訓練所を併設。飯生神社が現在地に遷座。

昭和
- 1927年 - 静狩郵便取扱所を設置。
- 1928年 - 長輪線・静狩 - 伊達紋別駅間が延伸開業、現在の室蘭本線にあたる路線が全通。
- 1929年 - 国有鉄道瀬棚線・国縫駅 - 花石駅間が開通、茶屋川駅が開業。南部陣屋跡に忠魂碑建立。駒ヶ岳噴火により農地を失った被災者約100名が字栗の木岱(現在の栗岡)に移住。長万部魚商組合が創立。
- 1930年 - 国縫小学校分教場である六津特別教授場が閉鎖。
- 1931年 - アイヌ文化展示施設「エカシケンル」（祖先の尊き家）を開設。
- 1932年 - 瀬棚線が全線開通。黒松内駅構内にあった黒松内機関区が長万部駅構内に移転し、長万部機関区となる。
- 1933年 - 静狩金山株式会社が設立。ビート工場設置運動を開始。
- 1934年 ‐ 7月25日に長万部大火。99戸が焼失。長万部市街地国道幅員拡張工事完了。
- 1936年 - 役場庁舎が新築される。渡島管内で唯一の冷害克服特別指導村に指定。
- 1938年 - 長万部漁業協同組合が長万部川上流に鮭孵化場を新設。
- 1939年 ‐ 二股小学校所属豊金特別教授所開設。(後の大平国民学校。鉱山部落の児童のために開設。)静狩小学校の児童数が1000人を超える。国策パルプ工設置運動を開始。
- 1940年 - 字名改称[1]。市街地で町内会･集落で部落会を組織。二股郵便取扱所が郵便局へ昇格。
- 1942年 ‐ 11月1日の長万部村人口調査時に16446人を数えた。町制施行前の人口のピークとなる。

町制施行後
- 1943年 - 町制施行、山越郡長万部町に青年学校を長万部･国縫の2校に統合。
- 1945年 - 米軍艦載機による長万部空襲。
- 1946年 - 町立中の沢小学校を新設。国縫診療所を設置。長万部町農業協同組合を設立。札幌鉄道局函館管理部公安課長万部支部設置。長万部民報が創刊。北海道アイヌ協会長万部支部が結成。
- 1947年 - 長万部、静狩、国縫、双葉の4地区に新制中学校と役場分室を設置、地方自治法の施行により、北海道渡島支庁の管轄となる。長万部町の税務署管轄区域が函館税務署より分離新設された八雲税務署へ変更。公選による初の町長選挙。
- 1948年 - 長万部町警察署（旧警察法による自治体警察）と長万部町消防本部を設置。日清製菓長万部工場操業開始。北海道支庁設置条例の施行により、渡島支庁の管轄となる。
- 1949年 - 長万部・静狩・国縫地区にて漁業協同組合4団体がそれぞれ発足。
- 1950年 - 北海道八雲高等学校長万部分校が開校（定時制課程のみ）、静狩湿原が国の天然記念物指定解除。静狩原野入植受付を開始。飯生神社例大祭、初の神輿海上渡御を実施。
- 1951年
  - 北海道八雲高等学校長万部分校が北海道長万部高等学校（定時制）へ格上、町立豊津小学校を新設。町立国縫中学校校舎新築落成。
  - 函館少年刑務所国縫泊込作業場が設立。1964年（昭和39年）まで収容者が砂鉄採取に従事した[5]。
- 1952年
  - 1950年に静狩湿原が天然記念物指定解除された事により5月から静狩原野開発工事に着手。
  - 長万部高等学校に全日制課程設置。町立元町保育所設置。町警が廃止され、長万部警察署は函館方面隊八雲地区警察署長万部警部派出所へ降格。
  - 長万部農業協同組合が旭浜に家畜診療所・人工授精所を開設。
- 1953年 - 1月1日、長万部民報の廃刊に伴い長万部町による広報第一号が発行、町立蕨岱小学校が新築落成、町立共立小学校が改築落成。
- 1954年 - 長万部高等学校が北海道へ移管、道立となる。静狩から保安隊（陸上自衛隊の前身）誘致の請願。静狩地区を除いた区域で長万部商工会を創立。洞爺丸台風により国縫小学校に被害[6]。長万部駅に昭和天皇、香淳皇后のお召し列車が停車。駅前奉迎が行われた[7]。
- 1955年 - 現在の温泉町で天然ガス、温泉が噴出。翌々年には原油も噴出。財政再建団体に指定。
- 1956年 - 11月、長万部町営温泉浴場開湯。農林省による告示で長万部町、八雲町、落部村、森町の4町村を八雲集約酪農地域に指定。
- 1957年 - 町立茶屋川小学校が改築落成。
- 1958年 - 函館地方法務局長万部出張所設置。
- 1959年 - 町立長万部小学校から役場前までの約1kmの国道を舗装。町葬祭場が高砂町から現在地の富野へ移転改築。長万部・静狩両商工会が合併し、全町を区域とする長万部商工会を設置。長万部・国縫漁業協同組合が合併。町営ガス供給事業を開始。
- 1960年 - 長万部・静狩漁業協同組合が合併。国民健康保険事業を開始。
- 1962年 - 8月に二度目の静狩金山閉山、長万部町営温泉浴場を売却。長万部市街～国縫間の舗装工事が完了。
- 1963年 - 長万部･森･八雲地区低開発地域工業開発促進の指定。
- 1964年 - （旧）長万部町消防本部が移転。長万部町営墓地完成。渡島管内における税金収納率が最下位となる。長万部～八雲間にてバス運行開始。人口が17173人まで上り、町制施行後のピークとなる(長万部町消防年報より)。
- 1965年 - 二股温泉石灰華が北海道天然記念物に指定、私設乗蓮寺保育所、私設三沢法蓮保育所、私設静狩季節保育所が設置、財政再建完了。
- 1966年 - （旧）役場庁舎完成[1]。北洋相互銀行（現在の北洋銀行）を指定金融機関に指定。町営静狩団地が完成
- 1967年 - 山越郡衛生処理組合が八雲町と共同運営で発足、衛生処理組合事務所が長万部町役場内に設置される。静狩～豊浦間29kmに9カ所のトンネルを掘削し、現ルートが完成。
- 1968年 - 長万部町公共上水道供用開始、長万部電報電話局設置。静狩漁港完成。
- 1969年 - 長万部局の電話が自動化、し尿処理場業務開始、南部藩屯所跡が北海道文化財に指定。長万部市街に称び名の町名をつける。国縫～瀬棚間の道路が国道277号へ昇格。
- 1970年 - 国縫地区で簡易水道が給水が開始。国道5号線の全区間で舗装工事が完了。
- 1971年 - 町立豊津小学校が閉校。町営第3国縫団地までが完成。函館営林局が富野に肉用牛生産育成実験牧場を開設。
- 1972年 - 特別母と子の家、南栄老人憩の家完成。
- 1973年 - 開基100年町制施行30年祝賀パレードを開催、長万部町ごみ処理場業務が開始、勤労者研修センター、福祉センター、長万部公園、中央跨線橋が完成。国道278号線・同5号線長万部までを観光ルート「恵山内浦ライン」と命名。長万部町議会だより第1号発行。
- 1974年 - 南部藩屯所跡が文部省（現在の文部科学省）文化財に指定、開基百年記念事業の一環としたファミリースポーツセンター完成。陣屋生活館、曙寿の家、町営スキー場が完成。7月7日に行われた参院選の投票率が渡島管内第1位を記録。国道277号線国縫～瀬棚間で舗装工事が完了。
- 1975年 - みなみ児童公園、新開公園、新開寿の家、長万部振興会館完成、町立さかえ保育所、静狩保育所設置、町立国縫小学校改築落成。
- 1976年 - 町立大町保育所設置、長万部町葬斎場が完成。
- 1977年 - 長万部町史完成、長万部町青少年会館が完成、双葉地区で簡易水道が給水開始。
- 1978年 - 老人福祉センターが完成、静狩地区で簡易水道が給水開始、高砂振興会館、町営双葉団地が完成、長万部漁港が第一種指定、国縫保育所設置。
- 1979年 - 長万部町民センターが完成、国縫地区簡易水道水質改善事業が完了。第1回町民花見大会を開催。
- 1980年 - 札幌鉄道郵便局長万部分局が廃止。
- 1981年 - 長万部郵便局が普通局へ昇格、長万部高等学校が現在の栄原へ移転。
- 1982年 - 長万部、静狩、国縫、双葉の4中学校を統合した（新）長万部中学校が開校、長万部郵便局舎が現在の本町に移転、中ノ沢振興会館が完成、植木蒼悦記念館開館。国道277号線国縫～瀬棚間を国道230号線へ編入。国鉄機関庫総合庁舎が完成。
- 1983年 - 長万部町立病院開院。町花・町木制定、木村家菓子舗が閉店。平和祈念館開館。
- 1984年 - 町立茶屋川小学校閉校。静狩漁港が完成。
- 1985年 - 台風13号により本道観測史上二番目の一時間降水量90mmを記録。旭浜生活館が完成、長万部駅にて荷物の取扱いを廃止｡五稜郭貨車区長万部支区と長万部機関区が統合し､長万部運転区設置。
- 1986年 - 町立蕨岱小学校の児童数が0となる。
- 1987年 - 東京理科大学長万部校舎（現在の東京理科大学長万部キャンパス）が開校、富野振興会館が完成、国鉄瀬棚線廃止、バス転換。町営中部第3団地（高砂町）まで建替工事完了。
- 1988年 - おしゃまんべフェスティバル（後のおしゃまんべ毛がにまつり）が初開催。

平成
- 1989年 - 町立中ノ沢小学校が改築、長万部町営ガス工場、長万部町清掃センターが完成。
- 1990年 - 長万部町清掃センターが完成、町役場での電算システム業務開始。
- 1991年 - B&G財団長万部海洋センターが完成。
- 1992年 - 長万部町学習文化センターが完成、長万部町公共下水道の一部が供用開始。
- 1993年 - 北海道南西沖地震により多大な被害発生[1]、長万部町老人福祉計画が策定、長万部運転区が五稜郭運転区に吸収され、廃止される。町立双葉小学校が新築。
- 1994年 - 長万部漁港、国縫漁港、国縫漁港海浜公園、とみのの森完成。町営第2神社下団地まで建替工事完了。
- 1995年 - 静狩広場緑地利用施設（パークゴルフ場）完成、双葉振興会館が完成、労働福祉会館が完成、都市計画新用途地域に指定。デイサービスセンターの運用が開始
- 1996年 - ふれあい公園が完成、長万部バイパスが完成、あやめ公園がオープン。
- 1997年 - 道央自動車道長万部インターチェンジが開通、資源ごみ分別収集が本格実施。町営あやめ団地完成。
- 1998年 - 役場庁舎・健康センターが完成。北海道新幹線の停車駅に長万部駅が決定。
- 1999年 - 長万部町森林組合が八雲町森林組合と合併し、山越郡森林組合を新設、水産廃棄物リサイクル施設が完成。
- 2000年 - 静狩振興会館が完成。
- 2001年 - 町立蕨岱小学校閉校。高齢者生活福祉センター・在宅支援センターが完成。道央自動車道国縫インターチェンジが開通、ふれあい大橋が完成、リサイクルセンターが完成。
- 2002年 - 大浜団地「シルバーハウジング」・大浜振興会館が完成、リレーポート山越が完成。
- 2003年 - 一般廃棄物最終処分場が完成、（新）長万部町消防本部庁舎が完成、北渡島合併問題検討会が設置。
- 2004年 - 長万部町・黒松内町合併協議会が6月に設置、12月に解散。第15回全国市町村あやめサミットが長万部町で開催。山越郡森林組合が中核森林組合に指定。
- 2005年 - 第1回長万部町単独行政運営共同会議が開催。町立双葉小学校閉校。静狩漁港拡張工事が完了、大町保育所と統合したさかえ保育所が新築、子育て支援センターが設置。
- 2006年 - 利用客減少のためJR室蘭本線・旭浜駅廃止。
- 2007年 - 3・4・6駅前通が開通、おしゃまんべ毛ガニロードレースが第20回をもって終了、オカダヤデパートが閉店。
- 2008年 - 町立の小中学校で二学期制が導入。
- 2009年 - 町立共立小学校閉校。サラボヤによる養殖ホタテ被害が出る。大中漁港が完成。
- 2010年 - 渡島支庁が廃止され、長万部町全域が渡島総合振興局の管轄となる。町立中ノ沢小学校閉校。町営ガスのガス熱量が5Aから13Aに変更。
- 2011年 - 東日本大震災による漁業被害、長万部町職員6名を被災地の一つである宮城県多賀城市へ派遣。インフォまんべの営業が開始。
- 2012年 - 北海道新幹線・新函館駅（当時の仮称）～札幌駅間建設工事起工式。局地的な豪雨と竜巻により花岡地区で被害が出た。
- 2013年 - 高齢者生活福祉センターを増築、戸籍業務がコンピュータ化。
- 2014年 - 町立国縫小学校閉校。多目的活動センターあつまんべ完成。
- 2015年 - 学童保育所ななかまどが開設、長万部町地方創生サミットが開催、環水平アークが観測。人口がピーク時の50年前より約8000人減少。
- 2016年 - 町内街路灯LED取替事業を開始、シャクシャイン古戦場跡碑を設置。
- 2017年 - 農畜産物加工による製造販売工房を開設。鉄道・運輸機構長万部鉄道建設所を開設。「一般社団法人北海道おしゃまんべ」が設立。利用客減少のためJR函館本線・蕨岱駅廃止。

令和
- 2019年 - 長万部町･黒松内町･豊浦町の3町による｢はしっこ同盟｣を締結。
- 2020年 - 長万部町･八雲町の2町で構成されていた山越郡衛生処理組合を解散し、2町のし尿処理業務は単独運営へ移行。これに伴い長万部町終末処理場にMICS設備を増設。各戸に防災ラジオを配布。
- 2021年 - 町内に初の幼保連携型認定こども園が開園。北海道新幹線支障移転工事に伴い、長万部町営南部団地の移転工事開始。長万部町教員住宅（栄原地区）の新築工事開始。長万部町地域公共交通活性化協議会が発足。
- 2022年 -町立静狩小学校閉校。中央跨線橋廃止。南栄老人いこいの家･新開寿の家を統合したふれあい会館が完成。町内全域にインターネット光回線が整備。
- 2022年 - 8月 町内にある飯生神社から高さ30mほどの水柱が出現[8]。
- 2023年 - 開礎150年・町制施行80年記念式典が開催。

## 人口
長万部村は町制施行前に16446人を数えていたが、大きく人口が減少したのは、静狩金山と長万部鉱業所の閉山による従業員の町外への流出が原因である（長万部町史488ページより）。
人口は1965年（昭和40年）に15,349人となったが、それ以降は減少傾向となっている。なお、1987年（昭和62年）に東京理科大学基礎工学部長万部キャンパスが設置されてから、15 - 19歳の特に男性の人口が特に多くなっている。
| |                                          |  |
| 長万部町と全国の年齢別人口分布（2005年） | 長万部町の年齢・男女別人口分布（2005年） |  |
| ■紫色 ― 長万部町 ■緑色 ― 日本全国 | ■青色 ― 男性 ■赤色 ― 女性                |  |
| 長万部町（に相当する地域）の人口の推移 \| 1970年（昭和45年） \| 13,284人 \| \| \| 1975年（昭和50年） \| 11,743人 \| \| \| 1980年（昭和55年） \| 11,004人 \| \| \| 1985年（昭和60年） \| 10,252人 \| \| \| 1990年（平成2年） \| 9,127人 \| \| \| 1995年（平成7年） \| 8,807人 \| \| \| 2000年（平成12年） \| 8,032人 \| \| \| 2005年（平成17年） \| 7,003人 \| \| \| 2010年（平成22年） \| 6,381人 \| \| \| 2015年（平成27年） \| 5,926人 \| \| \| 2020年（令和2年） \| 5,109人 \| \| |                                          |  |
| 総務省統計局 国勢調査より |                                          |  |
| 1970年（昭和45年） | 13,284人                                 |  |
| 1975年（昭和50年） | 11,743人                                 |  |
| 1980年（昭和55年） | 11,004人                                 |  |
| 1985年（昭和60年） | 10,252人                                 |  |
| 1990年（平成2年） | 9,127人                                  |  |
| 1995年（平成7年） | 8,807人                                  |  |
| 2000年（平成12年） | 8,032人                                  |  |
| 2005年（平成17年） | 7,003人                                  |  |
| 2010年（平成22年） | 6,381人                                  |  |
| 2015年（平成27年） | 5,926人                                  |  |
| 2020年（令和2年） | 5,109人                                  |  |

## 字名

### 町内各地域の町名
長万部町
- 字長万部（中心地区）
- 字静狩
- 字共立
- 字大峯
- 字蕨岱
- 字知来
- 字美畑
- 字栗岡
- 字栄原
- 字大浜
- 字旭浜
- 字平里
- 字花岡
- 字中ノ沢
- 字国縫
- 字豊野
- 字豊津
- 字茶屋川
- 字富野
- 字双葉

### 長万部市街の住所（通称の町名）
長万部市街の正式な地名は字長万部だが、行政上の都合で16に区画していた。これは戦時中の町内会組織の名残であり、戦後は一区,二区と呼ばれてもいた。
この区画を改め新しい町名にするため、長万部町議会総務委員会と地域代表を委員に委嘱し、1968年12月4日に長万部市街地区名改正協議会が開催。
この協議会によって以下の町名を決定した。法の適用を受ける町名改正でないため、法律的な書類等には従来どおりの字名地番を用いなければならない。
- 本町
- 元町
- 大町
- 曙町
- 陣屋町
- 温泉町
- 高砂町
- 南栄町
- 住吉町
- 新開町

## 行政
- 町長 - 木幡正志(2014年7月23日就任、通算任期数3期、前町会議長)[10]
2014年町長選(投票率83.84%)では町民グループ「長万部町を愛し未来のまちづくりを創造する会」の要請で出馬し、3選を目指した前町長・白井捷一と367票差で当選[11]。
- 副町長 - 佐々木伸也

### 政策
2010年12月(前町長施政下)に、長万部町は「第3次長万部町まちづくり総合計画」(輝くふれあいの郷土、協働・教育のまち)を策定。2011年(平成23年)度から2020年(令和2年)度までの計画期間で実施中である。
福祉政策
日常生活に支障のある在宅高齢者等を対象として、給配食サービス、外出支援サービス、訪問安否確認サービス、緊急通報システムサービス、軽度生活援助サービスがあり、それらのサービス利用には所得状況に応じて費用軽減が適用されるなど、高齢者の独居貧困問題に対応した施策が運用されている。
防災計画
町域北部の一部地域は泊原子力発電所から50km圏内に位置しているが、地域防災計画や避難計画の対象となる緊急時防護措置準備区域(原子力施設30km圏内地域=UPZ)ではない。

### 過疎対策
長万部町は人口減少が著しく、最盛期の約15000人から約10000人減少し、町内の市街地空洞化が進んでいる。宅地固定資産の提示平均価額は、1平方メートル当たり1,918円 (平成28年度) で、渡島管区内の市町村の中では最も安くなっている。

また商店の廃業も深刻で、町唯一の書店であるかとう書店が2017年に閉店したことでいわゆる書店空白地帯となった。
町は以下の地域指定を受けている。
- 低開発地域工業開発促進法第2条に基づく開発地区
- 過疎法第2条1項に基づく過疎地域
- 豪雪地帯対策特別措置法に基づく特別豪雪地帯
- 山村振興法第7条に基づく振興山村の管轄町
- 農振法第6条に基づく農業振興地域
- 半島振興法第2条に基づく半島地域
- 特定農山村法第2条に基づく特定農山村地域

指定に係る事業規模は、過疎対策事業 2億3,260万円。過疎対策事業債(観光施設、道路、港湾施設、教育文化施設など) 8,900万円。うち過疎地域自立促進特別事業費は 3,000万円である。
鉄道駅廃止への対策
2017年3月4日のJR北海道のダイヤ改正に伴い、北豊津駅と蕨岱駅が廃止、路線減便となり、通院・通学者等町民の交通利便性は低下した。町は通信支援事業やスクールバスによる通学支援を検討し、経費負担についてJR北海道と協議したが、2017年町制執行方針策定時点で結論は出ていない。

### 一般ガス事業
長万部町市街区域は、長万部町営ガス工場より町が都市ガスの供給を行っている。
1997年（平成9年）に千歳市ガス水道局（現千歳市水道局）、2006年（平成18年）に北見市企業局のガス事業が北海道ガス（以下「北ガス」）に譲渡されて以降、地方公営企業によるガス事業は北海道内で唯一である。
沿革
- 1954年 地下資源開発の要請を受け,天然ガス試掘ボーリングを実施した結果
- 1955年 水溶性天然ガスとともに温泉が湧出、長万部温泉として供給。
- 1959年 長万部町営ガス供給開始。
- 2009年 北ガスの「北海道ブロック熱量変更共同化事業」[20]により、天然ガスへの転換作業完了。
長万部町の都市ガスは、町内から採掘される天然ガスと液化石油ガスを混合したものを供給しており[21][リンク切れ]、この事業は液化石油ガス部分を勇払ガス田から採掘された天然ガスに切り替えるもの。

### 財政
主な財政指標は以下の通り。
- 標準財政規模 3,257,576円 (平成27年度)
  - うち標準税収入額等 752,276円 (平成27年度)
- 財政力指数(3ヶ年平均) 0.195 (平成27年度)
- 実質収支比率 4.2% (平成27年度)
- 経常収支比率 82.4% (平成27年度)
  - 人件費23.6%、扶助費2.3%、公債費16.5%、物件費16.5%、維持補修費4.7%、補助費等6.6%、繰出金12.1%。
- 実質公債費比率(3ヶ年平均) 13.6% (平成27年度)
- 自主財源比率 29.2% (平成27年度)
- 将来負担比率 52.2% (平成27年度)
- 普通交付税：普通態容種地Ⅱ-1、農業行政費2級、林野水産行政費5級、隔遠地2級、寒冷度3級、積雪度4級。
- 普通交付税 基準財政需要額合計 29億1,220万円 (平成28年度決定額、対前年度伸率 マイナス1.1%)[23]

## 市町村合併
平成の大合併期には寿都郡黒松内町との合併協議会を設置したが、合併に至ることなく解散し、単独町制を維持している。

### 合併の詳細
- 2002年 - 5月2日、長万部町・八雲町・森町・砂原町・今金町の5町で研究会「渡島戦略F」を設置
- 2003年 - 5月30日、長万部町・八雲町・森町・砂原町の4町で検討会「北渡島合併問題検討会」を設置。
- 2003年 - 11月29日、長万部町・八雲町・森町・砂原町・今金町の5町で任意協議会「北渡島任意合併協議会」を設置。
- 2003年 - 12月7日、森町・砂原町が「北渡島任意合併協議会」から離脱。
- 2004年 - 3月、長万部町の合併の枠組みを問う住民アンケートの結果、所属が「八雲町及び渡島管内」が良いと答えた人が全体の30.5％、「黒松内町及び後志管内」が良いと答えた人が全体の55.1％という結果になった。
- 2004年 - 4月2日、3月に行った住民アンケートの結果を踏まえ、長万部町は「北渡島任意合併協議会」から離脱
- 2004年 - 「北渡島任意合併協議会」離脱から14日後の4月16日、長万部町・黒松内町で準備会「長万部町・黒松内町合併協議会設置準備会」を設置。
- 2004年 - 6月21日、法定協議会「長万部町・黒松内町合併法定協議会」を設置。
  - 合併予定期日:2006年3月1日
  - 新町名:長万部町（おしゃまんべちょう）
  - 所属振興局（当時は支庁）:後志総合振興局
  - 合併後の本庁舎:現在の黒松内町役場
- 2005年 - 1月31日、長万部町の合併反対派が半数以上を占め、2町での合併を断念。「長万部町・黒松内町合併法定協議会」を解散。

長万部町内で合併反対派が半数以上を占めた理由としては、1998年に建替工事が完了したばかりであった長万部町役場を本庁舎に指定せず、黒松内町役場を本庁舎に指定したこと、それに伴い新設される長万部町の中心街が長万部市街より人口が少ない黒松内市街となることであった。

## 経済

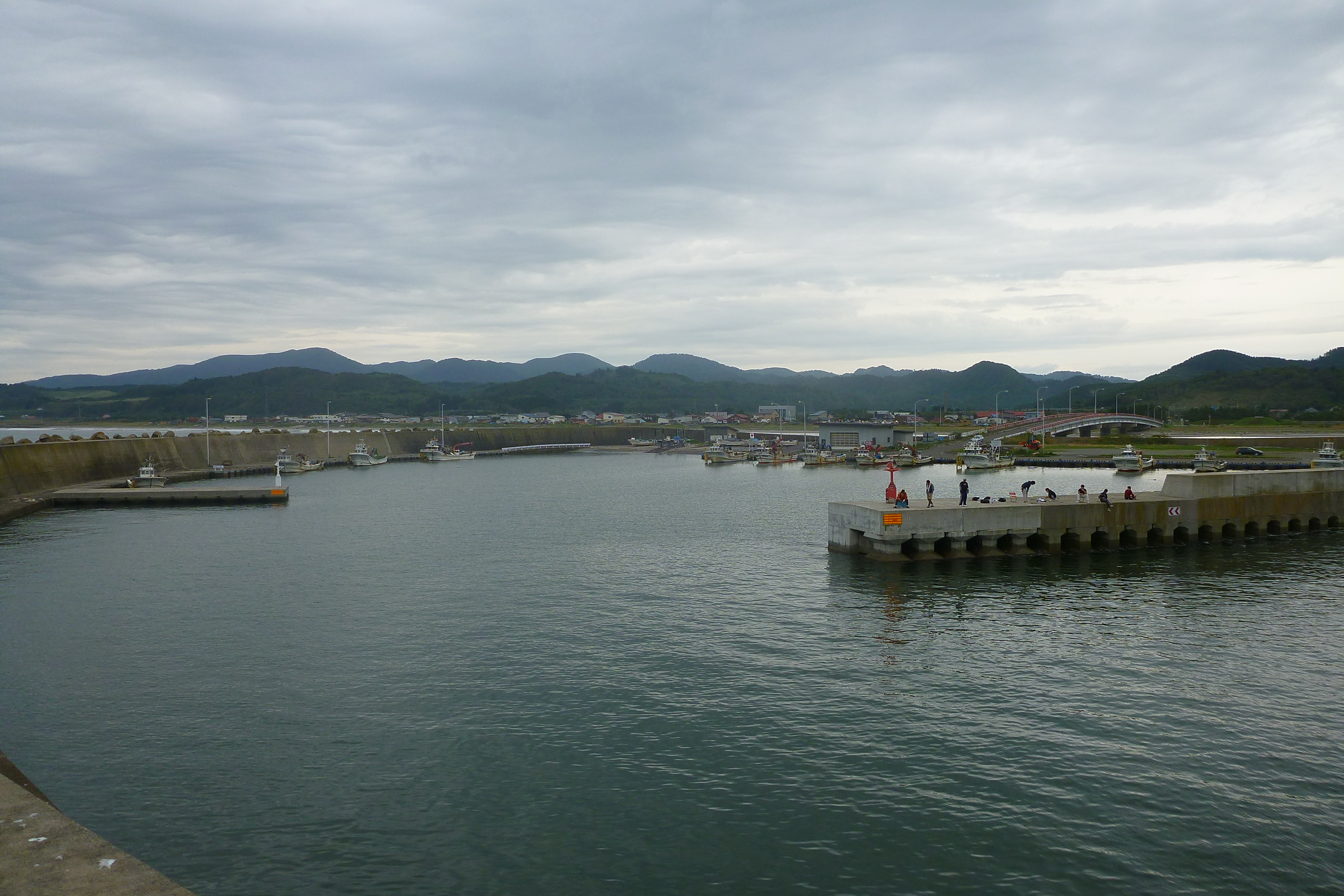
国縫漁港

### 産業
酪農、林業、漁業（ホタテ、カニ）が盛ん。

#### 漁業
- 静狩漁港
- 長万部漁港
- 大中漁港
- 国縫漁港 - 日本初のワイングラス型漁港として1994年（平成6年）に完成。

#### 立地企業
- 有限会社かにめし本舗かなや（旧長万部駅構内立売商会）
- 株式会社青華堂
- 株式会社長万部北勝水産
- 北海道イーグル株式会社
- 株式会社佐々木配管
- 株式会社山本組
- 株式会社マタツ水産
- 株式会社東和電機製作所
- 静狩金山興業株式会社
- 株式会社堀川清掃
- ㈲石垣自動車商会
- 北海道郵便逓送株式会社長万部支店

### 商業施設
スーパーマーケット
- 道南ラルズ（アークスグループ）
  - ラルズマート長万部店

ドラッグストア
- 株式会社ツルハ
  - ツルハドラッグ長万部店

ホームセンター
- 株式会社テーオーリテイリング
  - イエローグローブ長万部店

## 交通

長万部駅

### 鉄道
- 中心となる駅：長万部駅
- 北海道旅客鉄道（JR北海道）
  - 函館本線：国縫駅 - 長万部駅 - 二股駅
  - 室蘭本線：長万部駅 - 静狩駅
  - 北海道新幹線（整備新幹線）：長万部駅（建設中）

廃止された路線
- 日本国有鉄道（国鉄）
  - 瀬棚線：国縫駅 - 茶屋川駅

廃止された駅
- 旭浜駅（室蘭本線）
- 北豊津駅（函館本線） - 北豊津信号場へ変更。
- 蕨岱駅（函館本線）
- 中ノ沢駅（函館本線）
- 茶屋川駅（瀬棚線）

かつて長万部駅は札幌 - 函館間を結ぶ函館本線、および室蘭本線、瀬棚線の接続地点として重要な役割を担い、長万部運転区（機関区）も置かれていたが現在は廃止されている。
長万部駅付近（住吉町）には鉄道官舎街が存在していたが、国鉄民営化後の人員削減により官舎街が取り壊されたため、現在住民は皆無である。
なお、新幹線の基本計画線として当町を起点とする北海道南回り新幹線が存在するが、実現の目処は経っていない。

### バス
函館バス（長万部車庫を設置）
- 函館市 - 七飯町 - 森町 - 八雲町 - 長万部町[24]
- せたな町 - 今金町 - 長万部町[25]（国鉄瀬棚線代替バス）

ニセコバス
- 寿都町 - 黒松内町 - 長万部町[26]

北都交通が夏期と年末年始に運行していた札幌市方面「特急せたな号」は2018年（平成30年）度をもって休止。

### ハイヤー
長万部町は北海道運輸局による「一般乗用旅客自動車運送事業（タクシー）の自動認可運賃等」では「北海道D地区」の運賃となる。
- おしゃまんべ交通

### 道路
- 高速道路
  - 道央自動車道 (PA) 国縫PA（計画中） -  国縫IC -  長万部IC - (PA) 静狩PA
- 一般国道
  - 国道5号（長万部バイパス）
  - 国道37号（静狩峠）
  - 国道230号
- 道道
  - 北海道道9号寿都黒松内線
  - 北海道道842号大峯双葉線
  - 北海道道1141号長万部公園線

2030年度の北海道新幹線長万部駅開業に合わせて、旧国道5号線本町通の道道昇格拡幅工事が検討されている。
（本町通は長万部バイパスが供用開始まで国道5、37、230号線として使用されていた。）

## 放送
- 長万部町はもともとNHK函館放送局の管轄である。しかし、単独中継局すらなかったため（八雲町と森町にはあった）、2007年（平成19年）9月までは函館放送局の総合テレビを視聴することができなかった。同年10月1日に開局したNHK函館デジタル渡島中継局によって、渡島・檜山地方で唯一NHK函館放送局が視聴困難とされていた長万部町でも視聴可能となった。

## 町内の公共機関・施設

### 国の出先機関
- 林野庁渡島森林管理署・長万部森林事務所（長万部・国縫地区）

### 教育
大学
- 東京理科大学北海道・長万部キャンパス

高等学校
- 北海道長万部高等学校

中学校
- 長万部町立長万部中学校

小学校
- 長万部町立長万部小学校

幼稚園・認定こども園
- 学校法人函館カトリック学園 長万部マリア幼稚園

保育園
- 長万部町立さかえ保育所
- いずみ保育所

廃校された小学校
- 長万部町立国縫小学校
- 長万部町立豊津小学校
- 長万部町立上ノ沢小学校
- 長万部町立中ノ沢小学校
- 長万部町立茶屋川小学校
- 長万部町立双葉小学校
- 長万部町立蕨岱小学校
- 長万部町立共立小学校
- 長万部町立静狩小学校

廃校された中学校
- 長万部町立国縫中学校
- 長万部町立双葉中学校
- 長万部町立静狩中学校

廃止された町立保育所
- 長万部町立大町保育所
- 長万部町立元町保育所
- 長万部町立国縫保育所
- 長万部町立静狩保育所

### 警察
- 北海道警察函館方面
  - 八雲警察署・長万部交番
  - 同・国縫駐在所
  - 同・静狩駐在所
  - 函館機動警察隊・高速道路交通警察隊（長万部地区、長万部インターチェンジに併設）

1951年までは長万部警察署（自治体警察）が存在したが、住民投票で廃止となった。また長万部駅構内に鉄道警察隊長万部詰所があったがこれも廃止されている。

### 農協・漁協
- 新函館農業協同組合（JA新はこだて）
  - 八雲基幹支店-長万部支店（長万部地区）
  - 株式会社新はこだて協同-ホクレン長万部給油所（長万部地区）
- 長万部漁業協同組合（旭浜地区）
  - マリノス長万部長万部漁協直販店（旭浜地区）
- 北海道農業共済組合（NOSAI北海道）
  - 長万部家畜診療所

### 郵便局
- 日本郵便
  - 長万部郵便局 - 集配局
  - 国縫郵便局
  - 静狩郵便局
    - 胆振二股郵便局 （双葉地区、2004年6月26日に廃局。取扱事務・集配業務は長万部郵便局に継承・移管。）
    - 中ノ沢簡易郵便局 （中ノ沢地区、1953年9月1日に廃局。取扱事務は長万部郵便局に継承。）

### 金融機関
- 北洋銀行 - 長万部支店
- 北海道信用金庫 - 長万部支店
- 北海道信用漁業協同組合連合会（JFマリンバンク） - 長万部支所

かつては北海道拓殖銀行長万部出張所や長万部信用金庫があったが、拓銀長万部出張所は業務成績低迷により1950年（昭和25年）に拓銀八雲支店と、長万部信用金庫は1991年（平成3年）に北海信用金庫と合併して消滅、その北海信金も札幌信用金庫、小樽信用金庫との合併により2018年（平成30年）から北海道信用金庫(しんきん北海道)となった。

### 住宅団地
- 国縫団地
- 静狩団地
- 双葉団地
- 中部団地（高砂町）
- 南部団地（新開町）
- 神社下団地（陣屋町）
- あやめ団地（陣屋町）
- はまなす団地（大浜）
- はまなすシルバーハウジング（大浜）

### その他公共施設など
長万部地区
- 長万部町役場
- 長万部町消防本部
- 長万部町立病院
- 新開寿の家
- 新開公園
- みなみ児童公園
- ふれあい公園
- 平和祈念館
- 長万部町青少年会館
- 植木蒼悦記念館
- 高砂振興会館
- 陣屋生活館
- 特別母と子の家
- ファミリースポーツセンター
- 南栄町老人いこいの家
- 長万部振興会館
- 長万部町営ガス工場
- 長万部町学習文化センター
- 長万部町学校給食センター
- 長万部町勤労者研修センター
- 長万部町図書館
- 長万部町労働福祉会館
- 長万部町福祉センター
- 長万部町教育委員会
- 長万部町民センター
- 長万部町立保育所（さかえ保育所）
- 長万部町子育て支援センター
- 長万部町商工会議所
- 長万部観光協会
- ふれあい健康センター
- 長万部町営スキー場

国縫地区
- 国縫振興会館
- 国縫海浜公園
- 長万部町国縫ポンプ場
- 長万部町消防団国縫分団機械器具置場

静狩地区
- 静狩振興会館
- 静狩ポンプ場
- 長万部町消防団静狩分団機械器具置場
- 長万部町立静狩小学校

中ノ沢地区
- 中ノ沢振興会館

双葉地区
- 双葉振興会館
- 双葉浄水場
- 長万部町清掃センター

富野地区
- 長万部町斎場･長万部町霊園
- 富野振興会館
- 長万部公園･とみのの森･キャンプ場
- 長万部上水道浄水場

旭浜地区
- 長万部町漁業協同組合
- マリノス長万部漁協直売店
- 旭浜振興会館
- 長万部町終末処理場

平里地区
- 老人福祉センター
- 長万部温泉スタンド
- 長万部町天然ガス事業所

豊津地区
- 豊津開拓会館
- 山越郡衛生処理組合
- うちうらクリーンセンター
- リレーポート山越

栄原地区
- 栄原会館
- 長万部町立長万部中学校
- 北海道長万部高等学校
- あやめ公園パークゴルフ場

共立地区
- 長万部町営共立牧場
- 共立会館

栗岡地区
- 栗岡会館

蕨岱地区
- 蕨岱会館

## 名所・旧跡・観光スポット・祭事・催事

### 文化財など
- 東蝦夷地南部藩陣屋跡 ヲシャマンベ陣屋跡（国の史跡）
- 二股温泉の石灰華 - 北海道指定天然記念物
- 円空作「観音菩薩坐像」1体
- アイヌ民族衣装「ルウンペ」2着
- アイヌ民族衣装「チヂリ」2着
- 丸木舟

### 観光
- 長万部温泉（長万部地区）
- 二股ラヂウム温泉（大峯地区）
- おしゃまんべ毛がにまつり（長万部地区、ふれあい公園）
- 長万部海岸（長万部地区、遊泳禁止）
- 平和祈念館（長万部地区）
- 植木蒼悦記念館（長万部地区）
- 町民センター（長万部地区、郷土資料室/鉄道村）
- 静狩湿原（静狩地区）
- 二股渓谷（大峯地区）
- 静狩鳴き砂海岸（静狩地区）
- 長万部公園・とみのの森（富野地区）
- ほたるの里山（蕨岱地区）
- 茶屋川の滝（茶屋川地区、役場に連絡が必要）
- 長万部飯生神社・南部藩屯所跡地（長万部地区）
- あやめ公園（栄原・長万部地区）
- 写万部山（共立・静狩地区）
- 長万部岳（大峯地区）
- 豊浦小幌海岸（静狩・小幌地区、一部が長万部町域）
- 大峯ぶなの巨木（大峯地区）

### 神社･寺院
神社
- 長万部飯生神社
- 静狩稲荷神社
- 栄原金刀比羅神社
- 富野八幡神社
- 中ノ沢出雲神社
- 共立熊野神社
- 南栄猿田彦神社
- 中ノ沢稲荷神社
- 静狩金山神社
- 花岡稲荷神社
- 栗岡稲荷神社
- 美畑神社
- 旭浜浮嶋龍神神社
- 国縫神社
- 蕨岱稲荷神社
- 双葉神社
- 豊津飯生神社

寺院
- 日蓮正宗 本久寺（大浜地区）
- 真言宗醍醐派 修法寺（長万部地区）
- 日蓮宗 法華寺（長万部地区）
- 浄土宗 善導寺（長万部地区）
- 曹洞宗 大慈寺（静狩地区）
- 曹洞宗 大円寺（長万部地区）
- 真宗大谷派 西念寺（長万部地区）
- 高野山真言宗 春岳院（長万部地区）
- 日蓮正宗 説道寺（富野地区）
- 曹洞宗 円通寺（国縫地区）
- 浄土真宗本願寺派 乗蓮寺（長万部地区）
- 天理教長万部分教会（長万部地区）
- 天理教瀬棚分教会（長万部地区）
- 真宗大谷派 国縫教会（国縫地区）

### 主な行事
- 7月 - おしゃまんべ毛がにまつり
- 7月 - 静狩稲荷神社例大祭 (神輿海中みそぎが行われる)
- 8月 - 飯生神社例大祭（9～11日。10日に夜みこし行列が行われる）

### 名物

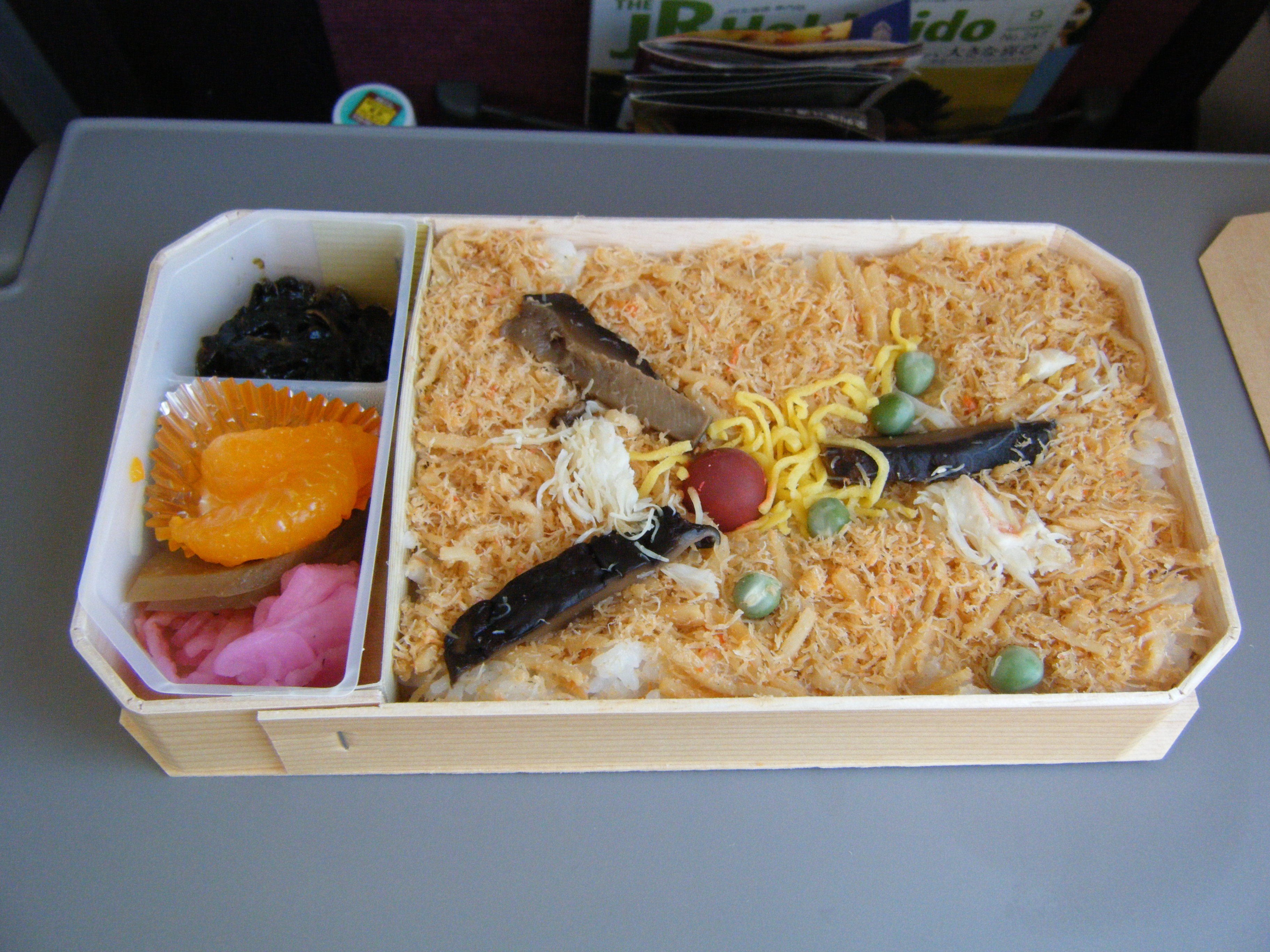
かにめし

- かにめし
- 黒ホッキ・ホタテ・黄金毛ガニ
- サンミート木村のホルモン
- 浜ちゃんぽん
- あめせん・ミニせんべい
- コーキーズ生クッキー
- 雪花精（クッキー）
- 合田のもりそば（駅そば）
- おしゃまんべ物語（佃煮）
- シャマンの翁（ブランド鮭）
- カニ最中

## イメージキャラクター
- 2003年から「まんべくん」というイメージキャラクターを導入しているが、2011年にツイッターで失言をしてしまったため、ツイッターの活動は停止した。その後、非公式に元管理者が活動を再開した。

## 出身有名人
- 司馬力弥（アイヌ首長）
- 岩下光男（大学名誉教授）
- 西部邁（大学教授、評論家、経済学者、保守思想家）
- 和田芳恵（作家）
- 大心昇（大相撲力士）
- 橘薫（宝塚歌劇団15期生/1939年退団）
- 坪川拓史（映画監督）
- 立石賢治（牧師）
- 鈴木陽（手風琴のメインヴォーカル/ギター）
- 仁木恭平（お笑いコンビケビンスのツッコミ担当）